# Salar Ignorado
El salar Ignorado es un salar y plano de equilibrio de una cuenca endorreica ubicado en la cordillera de los Andes de la Región de Atacama no lejos de la frontera internacional, que aparece en mapas como una subcuenca del salar de Gorbea, pero el relieve del terreno separa claramente las cuencas. Es costra salina con mucho sulfato de calcio (yeso). Las lagunas son casi todas "ojos" de unos metros de profundidad donde aparece la salmuera subterránea. 

## Ubicación y descripción
Las características morfométricas y climatológicas más relevantes del salar son:: III-13 
- altura: 4250 m
- superficie de la cuenca: 37,5 km²
- superficie del salar: 0,7 km²
- superficie de las lagunas: 0,002 km²
- precipitaciones: 140 mm/año
- evaporación potencial: 1000 mm/año
- temperatura media: -2 °C

## Historia
Luis Risopatrón lo describe en su DiccionarioJeográfico de Chile<ref name="LR">Risopatrón y 1924, 420
Ignorado (Salar) 25° 30’ 68° 40’. Es de corta estension i se encuentra al pié W del cordón limitáneo con la Arjentina, a corta distancia al S del salar de Gorbea. 134; i laguna Helada en 137, carta II de Darapsky (1900)?